# Біляївка (Кропивницький район)
Біля́ївка — село в Україні, в Олександрівській селищній громаді Кропивницького району Кіровоградської області. Населення становить 127 осіб.

## Населення
Згідно з переписом УРСР 1989 року чисельність наявного населення села становила 230 осіб, з яких 16 чоловіків та 214 жінок.
За переписом населення України 2001 року в селі мешкало 127 осіб.

### Мова
Розподіл населення за рідною мовою за даними перепису 2001 року:
| Мова       | Відсоток |
| ---------- | -------- |
| українська | 86,61 %  |
| російська  | 12,60 %  |
| інші       | 0,79 %   |